# Kerstin Gier
Kerstin Gier (Bergisch Gladbach, Alemania, 1966) es una escritora alemana. Es principalmente conocida por escribir la trilogía La última viajera del tiempo, que comprende las novelas Rubí, Zafiro y Esmeralda.

## Obras publicadas

### Publicados en España

#### Trilogía La última viajera del tiempo
- Rubí (Rubinrot, 2009)
- Zafiro (Saphirblau, 2010)
- Esmeralda (Smaragdgrün, 2010)

### Trilogía Silber. El libro de los sueños
- Silber. El primer libro de los sueños (Silber. Das erste Buch der Träume, 2013)
- "Silber. El segundo libro de los sueños" ("Silber. Das zweite Buch der Träume" 2014)
- "Silber. El tercer libro de los sueños" ("Silber. Das dritte Buch der Träume" 2016)

#### Otros
- Perdida con las mates, loca por tus besos (2009)
- En realidad se miente mucho más (2009)
- El castillo en las nubes (2017)

### Publicados en Alemania
- Männer und andere Katastrophen (1996)
- Die Laufmasche (1997)
- Die Braut sagt leider nein (1998)
- Fisherman's Friend in meiner Koje (1998)
- Die Mütter-Mafia (2005)
- Die Patin (2006)
- Ach, wär ich nur zu Hause geblieben (2007)
- Ehebrecher und andere Unschuldslämmer (2007)
- Für jede Lösung ein Problem (2007)
- Lügen, die von Herzen kommen (2007)
- Ein unmoralisches Sonderangebot (2008)
- Gegensätze ziehen sich aus (2009)
- Auf der anderen Seite ist das Gras viel grüner (2011)
- Die Mütter-Mafia und Friends (2011)
- Silber. Das zweite Buch der Träume (2014)
- Silber. das dritte buch der träume" (2016)